# Hyalinobatrachium aureoguttatum
Hyalinobatrachium aureoguttatum és una espècie de granota que viu a Colòmbia i Panamà. Està amenaçada d'extinció per la pèrdua del seu hàbitat natural.